# Josep Barceló i Font
Josep Barceló i Font (La Bisbal d'Empordà, 1 de febrer de 1911 - La Bisbal d'Empordà, 3 d'abril de 1990) fou un futbolista català de les dècades de 1930 i 1940.

## Trajectòria
Fou un rodamón del futbol, jugant a nombrosos equips. Defensà els colors de la Joventut Bisbalenca CF, del FC Barcelona, en dues etapes, arribant a jugar a primera divisió, el CE Júpiter, el CE Sabadell, el Girona FC, dues etapes, el Reial Múrcia CF i el RCD Mallorca. Jugà amb la selecció catalana de futbol dos partits, entre ells un partit contra el Brasil, on marcà un gol.

## Palmarès
- Campionat de Catalunya de futbol:
  - 1935-36
- Lliga Mediterrània de Futbol:
  - 1936-37